# Samsung Galaxy J5 (2016)
O Samsung Galaxy J5 2016 é um smartphone com Android produzido, desenvolvido, lançado e comercializado pela Samsung Electronics. Foi apresentado e lançado em abril de 2016. Tem 2 GB de RAM LPDDR3.
O Galaxy J5 tem uma câmara traseira de 13 megapixéis com flash LED, abertura f/1.9 e focagem automática e uma câmara frontal de 5,2 megapixéis f/1.9, também equipada com flash LED.

## Especificações

### Hardware
O telefone é alimentado pelo chipset Snapdragon Snapdragon 410 da Qualcomm, um processador de 1.2 GHz, GPU Adreno 306 e 2 GB RAM com 16 GB de armazenamento interno e uma bateria de 3100 mAh. O Samsung Galaxy J5 (2016) está equipado com um ecrã HD Super AMOLED de 5,2 polegadas.

### Software
Este telemóvel vem com Android 6.0.1, atualizável para Android 7.1.1. Suporta 4G LTE com dual SIM ativado para 4G. Também suporta Samsung Knox.